# 2-е Яньково
2-е Я́ньково — деревня в Рыльском районе Курской области. Входит в состав Никольниковского сельсовета.

## География
Деревня находится на одном из притоков Амоньки (в бассейне Сейма), в 111 км западнее Курска, в 9 км к северо-западу от районного центра — города Рыльск, в 7 км от центра сельсовета  — Макеево.
Климат
2-е Яньково, как и весь район, расположено в поясе умеренно континентального климата с тёплым летом и относительно тёплой зимой (Dfb в классификации Кёппена).

## Население
| 2002 | 2010 |
| ---- | ---- |
| 33   | ↘20  |

## Инфраструктура
Личное подсобное хозяйство. В деревне 16 домов.

## Транспорт
2-е Яньково находится в 4 км от автодороги регионального значения 38К-017 (Курск — Льгов — Рыльск — граница с Украиной), в 8 км от автодороги 38К-040 (Хомутовка — Рыльск — Глушково — Тёткино — граница с Украиной), в 1,5 км от автодороги межмуниципального значения 38Н-345 (38К-017 — Большегнеушево с подъездом к с. Макеево), в 11,5 км от ближайшей ж/д станции Рыльск (линия 358 км — Рыльск).
Деревня расположена в 178 км от аэропорта имени В. Г. Шухова (недалеко от Белгорода).